# Radio Caracas Radio
Radio Caracas Radio (coneguda també com a RCR 750 AM) és l'estació de ràdio existent més antiga de Veneçuela. Transmet en Amplitud Modulada des de Caracas. Forma part d'Empresas 1BC.
Radio Caracas Radio és membre de la Societat Llatinoamericana de Radiodifusió (SOLAR) al costat de Radio Cadena Nacional de Colòmbia, Radio Programas del Perú, Radio Panamericana de Bolívia i Radio Quito d'Equador. RCR 750 AM també té convenis amb Radio France Internationale, Radio Exterior de España i la Voz de América.

## Història

### Antecedents
En 1930, Edgar J. Anzola, que treballava en un negoci d'electrònica anomenat Almacén Americano, va parlar amb l'amo, William H. Phelps Jr, i li va donar la seva idea de muntar una emissora comercial de ràdio a Caracas.
Phelps ja posseïa receptors RCA Victor, discos, fonògrafs, màquines d'escriure, refrigeradors i automòbils de la Ford, i s'entusiasma amb la idea de Anzola, Phelps havia instal·lat un transmissor exclusivament amb finalitats comercials. Ricardo Espina i el director tècnic Alberto López, es van unir a Phelps i Anzola en l'establiment per a la creació de l'estació de ràdio.

### Fundació i primers anys (anys 1930)
Va ser fundada per William H. Phelps Jr. el 9 de desembre de 1930 com a 1 Broadcasting Caracas (1BC), aquest mateix dia es començarien a realitzar la proves tècniques; això es va dur a terme a la Plaça del Teatro Nacional durant la dedicació de l'estàtua de Henry Clay, la primera transmissió remota a Veneçuela. Aquesta data va marcar la primera emissió de la nova estació de ràdio que funcionava amb un emissor que tenia la capacitat de només 1 quilowatt.
La primera emissió oficial va ser l'11 de desembre de 1930, i va consistir en un concert de l'orquestra de l'estació dirigida per Carlos Bonnet. Després va canviar el seu nom a Radio Caracas.
La inauguració de Radio Caracas ho va fer la primera estació de ràdio comercial permanent, i primera per a començar operacions a Veneçuela, encara que, es podria dir que la primera estació de ràrio per a operar a Veneçuela era AYRE, una estació propietat del govern que va iniciar les seves operacions el 4 d'abril de 1926. AYRE va haver de cessar les seves operacions en 1928 a causa de problemes polítics.
El 17 de desembre de 1930, des de l'estat de Carabobo, Broadcasting Caracas va realitzar la seva segona transmissió remota durant la inauguració de l'Obelisc commemoratiu de la Batalla de Carabobo.
El 22 de març de 1931, Broadcasting Caracas va fer les seves primera difusió esportiva, que va ser narrat per Esteban Ballesté Jr des del Nou Circ de Caracas en la lluita pel títol welter que estava tenint lloc entre Peter Martín i l'estatunidenc Tommy White.
En els seus inicis, es va transmetre música de 19.00 fins al tancament a les 22.00, però la transmissió va començar a les 18.00 amb El Diario Hablado, que era considerat el primer veneçolà de ràdio difusió de notícies. També a aquesta hora, s'escoltaven les notícies del Panorama Universal, el lema del qual «decir en el Panorama Universal y de Venezuela sabrá» va ser un èxit. Mesos més tard, l'estació va començar a difondre des del matí fins a 11.00 en la nit. En aquells dies, era costum publicar la programació en els periòdics.
El 7 de juliol de 1932, va néixer el primer programa de notícies de ràdio: El Diario Hablado va ser transmès dues vegades al dia. La primera persona a càrrec d'aquest noticiari va ser Mario García Arocha, qui va ser el seu productor, columnista i narrador. Més tard, Alejandro Fuenmayor va ingressar al programa. En 1933, Francisco Fossa Andersen va ser posat a càrrec d'El Diario Hablado, on va romandre durant 15 anys i va crear el seu propi estil personal en la narració de notícies.
YV1BC era l'Identificatiu de l'estació. YV, segons el codi internacional de ràdio, correspon a Veneçuela. El número 1 és la primera Llicenciada al país i les següents lletres són les inicials de l'estació.
Molts programes marquen el començament de Broadcasting Caracas. Inclou La Hora de los Aficionados, que va sortir a les ones de dimarts a dissabte de 12:00 a 12:30; Consulta de la Radio amb Francisco Fossa Andersen; Selecciones Deportivas; El Teatro de la Alegría, amb l'orquestre dirigida per Fortunato Barcarola; Horas del Municipal; La Familia Buchipluma; Tremenda la Jefatura, que va començar a Radio Caracas i més tard es va traslladar a l'estació Radiodifusora Venezuela; La Noche Joven; Conferencias Católicas; Sección Femenina; Pepe Alemán; Los Raslalantes Sanjuaneros; El Tío Nicolás; La Marcha del Tiempo i La Hora del Ministerio de Instrucción Pública, un programa conduït per Guillermo Fernández de Arcila i Aracelis Cuervo Codazzi, professors de l'Acadèmia de música i Declamació.
En l'àrea de radionovel·les, Broadcasting Caracas va ser el pioner en el gènere en Veneçuela. Entre ells va incloure El Matrimonio Radiotrén, El Misterio de los Ojos Escarlatas, La Herencia del Conde Bermejas, El Tesoro de Sir Walter Raleigh, Los Experimentos del Dr. Hook, El Enigma de los Incas, El Alma del Tirano Aguirre, La Familia Santa Teresa, El Buque Fantasma, La Sayona, El Secreto de Ayarú, El Emir i Cupertino y sus Maquinistas.
En 1932 Alfredo Cortina i Mario García Arocha va escriure la primera radionovel·la: la comèdia Santa Teresa, la qualitat i humor de la qual la va mantenir a l'aire durant quatre anys. L'any següent (1933), El Misterio de los Ojos Escarlatas va marcar l'inici de les radionovel·les de suspens. Imaginación humana va aconseguir ser la radionovel·la que va fer història en la Broadcasting Caracas, en la dècada de 1930, La trama causava emoció en els oïdors que es va mantenir en l'aire durant molts mesos.
Després d'aquesta experiència va venir El Misterio de las Tres Torres, una radionovel·la amb un toc polític escrit després de la caiguda de la dictadura de Juan Vicente Gómez. Conté reflexions sobre la vida en la presó de Tres Torres de Barquisimeto.
En 1935, després de la mort del General Juan Vicente Gómez el 17 de desembre, Broadcasting Caracas va canviar el seu nom a Radi Caracas. En 1942, es va llançar El Reporter Esso, presentat per la Creole Petroleum Corporation. En els seus primers anys va ser escrits per l'Agència de notícies United Press via teletip. Aquest segment de notícies famosos va donar el lloc a grans veus com Amable Espina, Francisco Amado Pernía, Marco Antonio Lacavalerie i Carlos Quintana Negrón, entre d'altres.

### Anys 1940
En la dècada de 1940, el programa Anuncios Féminas, conduït per María Teresa Castillo i Anita Massanett, va ser creat i era considerat el primer programa feminista en la ràdio veneçolana. Era un programa dedicat a l'orientació i l'educació general de les senyores que més tard es va traslladar a Radio Continente.
En 1945, Radio Caracas, amb Tomás Henríquez a càrrec del Departament de radionovel·les, havia inclòs en aquest gènere títols com Las Sombras del Otro i Tú también eres mi Hija, va causar un gran impacte en els seus oïdors. Finalment, una altra recordada radionovel·la transmesa per Radio Caracas va ser Cuatro Horas antes de Morir amb Tomás Henríquez.
Aquest mateix any, Renny Ottolina va començar la seva carrera a Radio Caracas com un narrador de notícies. A l'any següent, Alfredo Sadel va debutar a Radio Caracas, en el qual va gravar la seva primera cançó, Desesperanza en 1946. Desafortunadament mai va sortir a l'aire, però Sadel anava a programes de ràdio popular de host, com la Caravana Camel, un programa de ràdio de la nit on va fer el seu salt a la fama. Altres artistes, músics i personalitats que van fer el seu debut a Radio Caracas són Eduardo Serrano (com un director d'orquestra), Fedora Alemán, Pedro Antonio Ríos Reyna, Antonio Estévez i Amador Bendayán.

### Anys 50 i canvi de nom
En 1953 passa a anomenar-se Radio Caracas Radio per distingir-se de l'estació televisiva Radio Caracas Televisión. Entre 1984 i 1992 va oferir programació netament juvenil i s'anomenava Caracas 750 (llegit fonèticament siete-cinco-cero) amb l'eslògan Dinámica.
Amb l'arribada de Peter Bottome com a director en 1959, el format va començar a canviar. L'estil dels narradors van ser modificades i música estatunidenca es va convertir en una moda, menteixis la transmissió de radionovel·les, carreres de cavalls, i altres esports van ser eliminats.
A causa de l'alta sintonia de la gent en els seus automòbils, el 16 de novembre de 1969, va començar a transmetre's informes fets des de l'avió Tango Tango Fox. Al principi, els informes van ser realitzats per Alfredo José Mena i Efraín de la Cerda, ambdós tenen el mèrit de ser els primers reporters de trànsit a Veneçuela i haver creat un estil de narració peculiar.
La dècada de 1970 van donar lloc a nous programes a Radio Caracas Radio: Venezuela Canta Así, conduït per Jorge Galvis; Por el Mundo de la Música, un programa dedicat a la difusió de la música clàssica que va ser organitzat pel professor José Antonio Calcaño y transmitido entre 1975 i 1978, data en la qual va morir el famós musicòleg veneçolà; Venezuela en los 750, produït i narrat per William Guzmán; La Gran Consulta Popular, un programa produït i conduït per Miguel Toro en la qual el públic en general podria interrogar als convidats a través de trucades telefòniques.
Des del 31 d'agost de 1992, Ràdio Caracas Ràdio va passar a ser una estació dedicada dia i nit a notícies i programes d'opinió. Posteriorment, RCR 750 AM es va convertir també en emissora matriu de les transmissions de l'equip de beisbol veneçolà Navegantes del Magallanes.

### Nova etapa, nou format
En 1992 la junta directiva d'empreses 1BC encapçalada per Peter Bottome i el Dr. Marcel Granier, decideix nomenar Arnaldo Salazar com a director d'un nou projecte Radiofònic que canviària la destinació de l'emissora més antiga que opera avui a Veneçuela. Salazar va reunir un equip de gerents joves professionals a l'àrea del periodisme i la producció d'altres espais. Així transformava una ràdio musical en una estació de ràdio parlada les 24 hores.
L'equip dirigit per Salazar es va encarregar de dissenyar la programació. Julio César Camacho va ser encarregat de l'àrea de notícies. Víctor Avilán i Paul Esteban van ser els encarregats de seleccionar talents a l'aire. Julio César Camacho, a més de ser Director de Notícies, va ser designat com a presentador dels noticiaris i era acompanyat de dos locutors en l'emissions del matí (6.00 a 9.30), Migdia (11.00 a 13.00) i vespertina (17:00 a 19.00) de dilluns a divendres. Rafael Pedraza era el subdirector de notícies i al costat de Julio César Camacho tenien la tasca de reclutar talent per al Departament de Notícies. Lina D'Amicis i Elsy Barroeta van assumir eventualment la Prefectura d'Informació. Julián Isaac, presentava el programa Caracas en vivo després de la tanda informativa del matí i era també encarregat de l'àrea de Relacions Públiques i Publicitat.
Amb la cooperació d'escoles de periodisme de les universitats UCAB, UCV i LLUM, es va conformar un equip de redactors i reporters a temps complet amb corresponsals arreu del país. Va haver-hi corresponsals en moltes ciutats de l'exterior: Washington, Nova York, Mèxic ,Madrid, Londres, Roma, París, Bogotà, Quito, Lima, La Paz, Buenos Aires, Rio, Santiago de Xile, etc. Vuit unitats mòbils transmetien des del lloc dels fets a Caracas i s'estrenaven tecnologies de punta com ordinadors, telèfons mòbils, etc.
RCR va augmentar la seva potència a 100 kW per a major abast nacional i es va conformar una xarxa d'emissores que retransmetien els noticiaris de l'emissora en totes les ciutats i capitals més grans del país. Poc temps després d'iniciar el seu nou format, RCR va ser aclamada com l'"Emissora informativa de Veneçuela". Es va convertir en la referència informativa del país.
El 13 de maig de 2003 Roberto Giusti, hoste del programa Golpe a Golpe, al costat del periodista Fausto Masó, va denunciar davant la Fiscalia amenaces de mort que havia rebut per les seves denúncies sobre la presència de guerrilles colombianes a Veneçuela. El 2 de maig del mateix any, deu persones van entrar per la força en els estudis de RCR i van cridar consignes ofensives i amenaçadores contra Giusti. Els atacants van pintar graffitis en les parets de l'edifici i al cotxe de Giusti.
El 28 de juny de 2005, Expediente, conduït per Francisco Olivares, va guanyar el Premi Monseñor Pellín 2005 al millor programa nacional de ràdio.
Després que Radio Caracas Televisiόn fos retirada a les 11:59 del 27 de maig de 2007, a causa de la decisió del govern d'Hugo Chávez de no renovar la seva llicència d'emissió, Radio Caracas Radio va començar a transmetre El Observador, el telenotícies de Radio Caracas Televisiόn. Actualment és el noticiero de ràdio insígnia de RCR.